# Anto/Logicamente
anto/logicamente è una raccolta pubblicata dagli Area nel 1977 per l'etichetta Cramps.

## Il disco
Le musiche sono firmate da Patrizio Fariselli, Ares Tavolazzi e Paolo Tofani; i testi da "Frankenstein", alias Gianni Sassi. Le musiche di Area 5 sono di Juan Hidalgo e Walter Marchetti. Art director: Gianni Sassi, Cesare Montalbetti. Designer: Edoardo Sivelli.

## Tracce
1. L'abbattimento dello Zeppelin (1973) - 6:52
2. Arbeit macht frei (1973) - 7:56
3. ZYG (crescita zero) (1974) - 5:27
4. Citazione da George L. Jackson (1974) - 3:14
5. Nervi scoperti (1975) - 6:35
6. Area 5 (1975) - 2:09
7. Gerontocrazia (1976) - 7:30